# Joseph Berres (Mediziner)

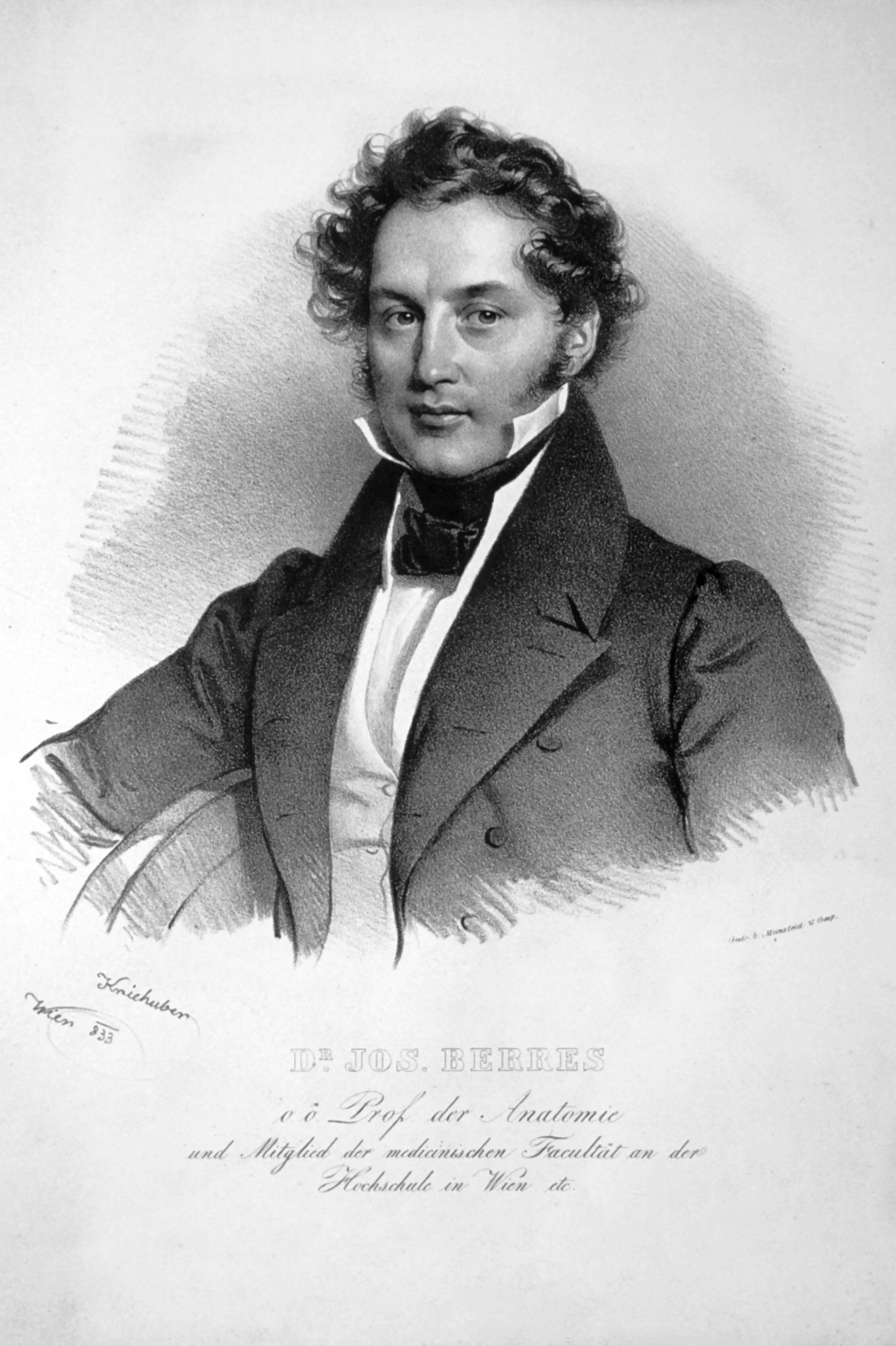
Josef von Berres, Lithographie von Josef Kriehuber, 1833

Joseph Berres, ab 1842 Edler von Perez (* 18. März 1796 in Göding; † 24. Dezember 1844 in Wien), war ein österreichischer Arzt und Anatom.

## Leben

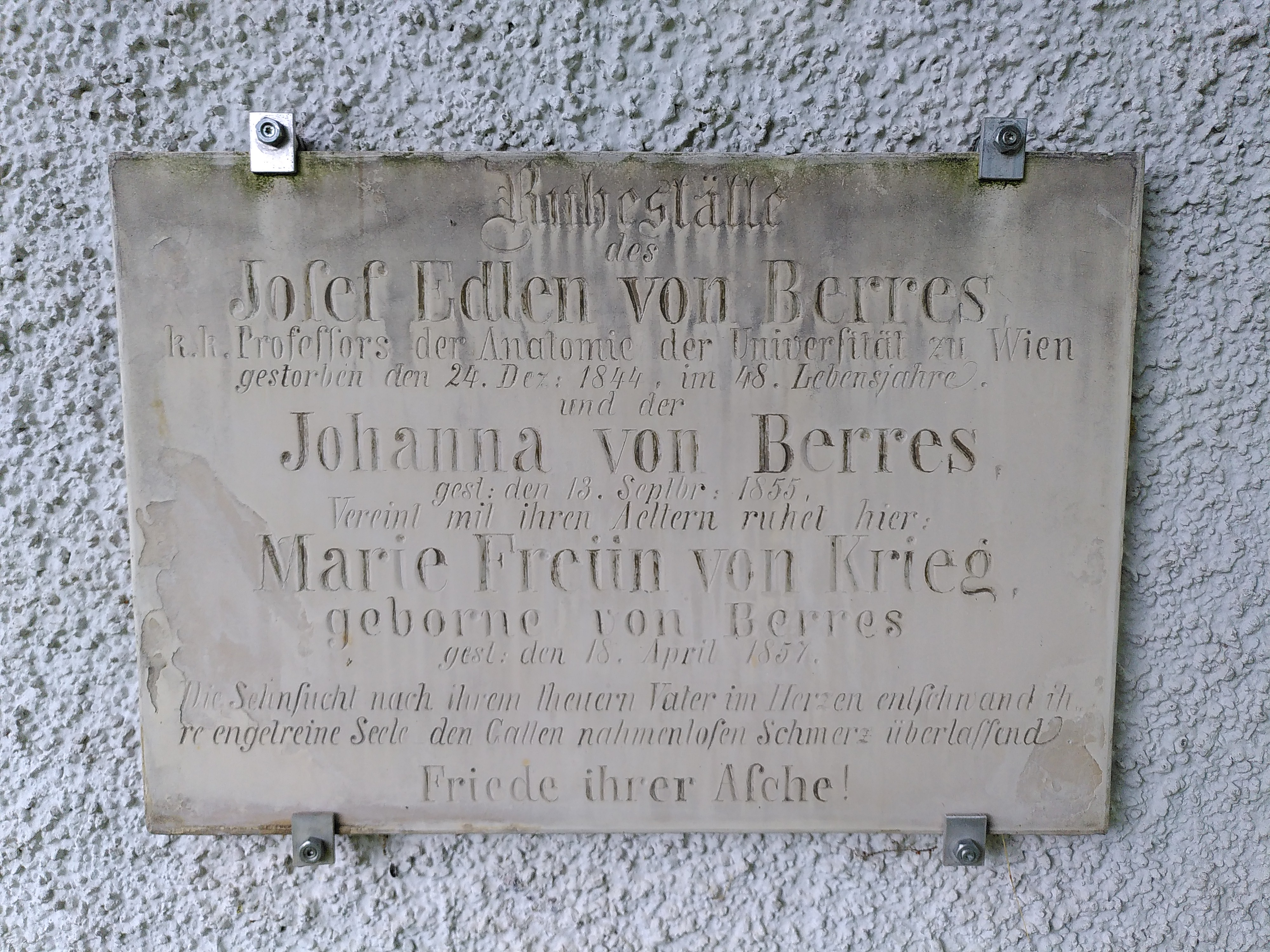
Ruhestätte von Josef von Berres in Weyer

Kam als Sohn eines Wundarztes zur Welt. Er begann seine Laufbahn als Badergehilfe und studierte dann  in Wien Chirurgie.  Mit 21 Jahren war er bereits, ohne ein reguläres Studium abgeschlossen zu haben, Professor der Anatomie in Lemberg. 1830 wurde er an die Universität Wien berufen. Seine wissenschaftlichen Arbeiten verschafften ihm einen europäischen Ruf. Besondere Bedeutung erlangte er durch die Einführung des Mikroskops in die anatomische Forschung. Er beschäftigte sich aber auch mit der Weiterentwicklung der Daguerreotypie. So erfand er ein Verfahren, Daguerrotypien durch Druck zu vervielfältigen. 1834 verlieh ihm die Universität Wien den Titel Dr. h.c. 1842 wurde er als Edler von Perez geadelt. 1844 verstarb er an einem Herzleiden. Seine letzte Ruhestätte befindet sich in Weyer in einer Kapelle im Ortsteil Am Kreuzberg.
Sein Sohn Joseph Berres durchlief eine Militärkarriere und ging 1867 als Generalmajor in Pension. Danach begann er ein Studium der Malerei bei Karl Theodor von Piloty in München und wurde ein bekannter Genremaler.